# Paratherina cyanea
Paratherina cyanea är en fiskart som beskrevs av Aurich, 1935. Paratherina cyanea ingår i släktet Paratherina och familjen Telmatherinidae. IUCN kategoriserar arten globalt som sårbar. Inga underarter finns listade i Catalogue of Life.